# Open Handset Alliance

Logomarca

Open Handset Alliance (OHA) é uma aliança de diversas empresas com a intenção de criar padrões abertos para telefonia móvel. Entre as empresas participantes estão Google, HTC, Dell, Intel, Motorola, Qualcomm, Texas Instruments, Samsung, LG, T-Mobile e Nvidia.

## Produtos
Em 5 de novembro de 2007, ao mesmo tempo que era anunciada a formação da Open Handset Alliance, a OHA também revelou a plataforma open source Android, baseada no  núcleo Linux. Uma versão da SDK foi divulgada aos programadores a 12 de novembro de 2007.
O primeiro celular (telemóvel) disponível no mercado executando Android foi o T-Mobile G1 (também conhecido como HTC Dream). Foi aprovado pela FCC em 18 de agosto de 2008.

## Membros
- Bouygues Telecom
- China Mobile Communications Corporation
- China Telecommunications Corporation
- China United Network Communications
- KDDI CORPORATION
- NTT DOCOMO, INC.
- SOFTBANK MOBILE Corp.
- Sprint Nextel
- T-Mobile
- Telecom Italia
- Telefónica
- Telus
- Vodafone
- Acer Inc.
- Alcatel mobile phones
- ASUSTeK Computer Inc.
- CCI
- Dell
- Foxconn International Holdings Limited
- Garmin International, Inc.
- Haier Telecom (Qingdao) Co., Ltd.
- HTC Corporation
- Huawei Technologies
- Kyocera
- Lenovo Mobile Communication Technology Ltd.
- LG Electronics, Inc.
- Motorola, Inc.
- NEC Corporation
- Samsung Electronics
- Sharp Corporation
- Sony Ericsson
- Toshiba Corporation
- ZTE Corporation
- AKM Semiconductor Inc
- Audience
- ARM
- Atheros Communications
- Broadcom Corporation
- CSR Plc.
- Cypress Semiconductor Corporation
- Freescale Semiconductor
- Gemalto
- Intel Corporation
- Marvell Semiconductor, Inc.
- MediaTek, Inc.
- MIPS Technologies, Inc.
- NVIDIA Corporation
- Qualcomm Inc.
- Renesas Electronics Corporation
- ST-Ericsson
- Synaptics, Inc.
- Texas Instruments Incorporated
- Via Telecom
- ACCESS CO., LTD.
- Ascender Corp.
- Cooliris, Inc.
- eBay Inc.
- Google Inc.
- LivingImage LTD.
- Myriad
- MOTOYA Co., Ltd.
- Nuance Communications, Inc.
- NXP Software
- OMRON SOFTWARE Co, Ltd.
- PacketVideo (PV)
- SkyPop
- SONiVOX
- SVOX
- VisualOn Inc.
- Aplix Corporation
- Borqs
- L&T Infotech
- Noser Engineering Inc.
- Sasken Communication Technologies Limited
- SQLStar International Inc.
- TAT - The Astonishing Tribe AB
- Teleca AB
- Wind River
- Wipro Technologies[4]